# Quartiere San Donato-San Vitale
San Donato-San Vitale (San Dunè e San Vidèl in dialetto bolognese) è un quartiere di Bologna posto nella zona nord-est della città, creato nel 2016 dall'accorpamento del vecchio quartiere San Donato con parte del quartiere San Vitale.

## Geografia fisica
Il quartiere si estende sul territorio pianeggiante del quadrante nord-orientale di Bologna, dai Viali che delimitano il centro storico fino all'estrema periferia. Confina con i quartieri Navile e Savena e con i comuni di Granarolo dell'Emilia, Castenaso e San Lazzaro di Savena.

### Giardini e parchi pubblici
I principali giardini pubblici del quartiere sono il Parco San Donnino, il Parco Scandellara, il Parco Pier Paolo Pasolini e l'Arboreto del Pilastro.
Arboreto del Pilastro
Posizionato presso l'antico nucleo rurale "San Paolo", nei pressi del Pilastro, l'area fu acquistata dal comune nel 1969 mentre il giardino attuale è stato allestito nel 1996. Esteso su una decina di ettari, nel parco vi sono impiantate più di cento specie vegetali differenti tra alberi e arbusti, caratterizzandolo così come un vero e proprio arboreto, ospitando dalle piante più esotiche a quelle più tipiche della campagna bolognese.
Parco Pier Paolo Pasolini
Intitolato all'intellettuale Pier Paolo Pasolini, originario di Bologna, è posto anch'esso nel quartiere Pilastro, abbracciato dal lungo edificio detto Virgolone. È stato realizzato attorno agli anni '80 e si tratta del parco più esteso del quartiere, coi suoi 17 ettari. Lo caratterizza il complesso scultoreo di Nicola Zamboni, composto da circa 200 figure umane realizzate tra il 1974 e il 1984. È presente anche una piccola arena a cielo aperto.
Parco Scandellara
Vasta area di campagna e verde pubblico, scarsamente urbanizzata e ancora in prevalenza agricola, posta tra la linea ferroviaria Bologna-Portomaggiore, la tangenziale e lo scalo merci San Donato.

## Società

### Evoluzione demografica
abitanti censiti

### Enti e istituzioni
Nel quartiere ha sede la regione Emilia-Romagna, insediata nelle torri del distretto fieristico. Nel quartiere è presente il Policlinico Sant'Orsola-Malpighi, sorto nel 1869 fuori Porta San Vitale.

## Cultura

### Biblioteche
Sono presenti due biblioteche di quartiere, la Biblioteca "Luigi Spina" del Pilastro e la Biblioteca Scandellara "Mirella Bartolotti".

### Istruzione
Nel quartiere hanno sede il Liceo Statale Copernico e l'Istituto Paritario Manzoni, oltre al Dipartimento di Scienze e Tecnologie Agroalimentari dell'Università di Bologna.

### Teatri
Sono presenti i teatri Europauditorium in zona Fiera, il Teatro Dehon in Cirenaica e DOM - la Cupola del Pilastro.

## Geografia antropica
Il quartiere è ripartito nelle due zone statistiche San Vitale e San Donato, ovvero gli ex quartieri esistenti tra il 1962 e il 2016. Sempre a fine statistico il Comune ha determinato 18 aree:
| Aree statistiche San Donato-San Vitale | Aree statistiche San Donato-San Vitale | Aree statistiche San Donato-San Vitale | Aree statistiche San Donato-San Vitale |
| San Donato                             | San Donato                             | San Vitale                             | San Vitale                             |
| -------------------------------------- | -------------------------------------- | -------------------------------------- | -------------------------------------- |
| 41                                     | Cadriano - Calamosco                   | 62                                     | Cirenaica                              |
| 42                                     | Fiera                                  | 63                                     | Scandellara                            |
| 43                                     | San Donnino                            | 64                                     | Via Larga                              |
| 44                                     | Pilastro                               | 65                                     | Roveri                                 |
| 45                                     | CAAB                                   | 66                                     | Ospedale Sant'Orsola                   |
| 46                                     | Scalo Merci San Donato                 | 67                                     | Mengoli                                |
| 47                                     | Via del Lavoro                         | 68                                     | Guelfa                                 |
| 48                                     | Michelino                              | 69                                     | Croce del Biacco                       |
| 49                                     | Via Mondo                              | 70                                     | Stradelli Guelfi                       |

## Economia

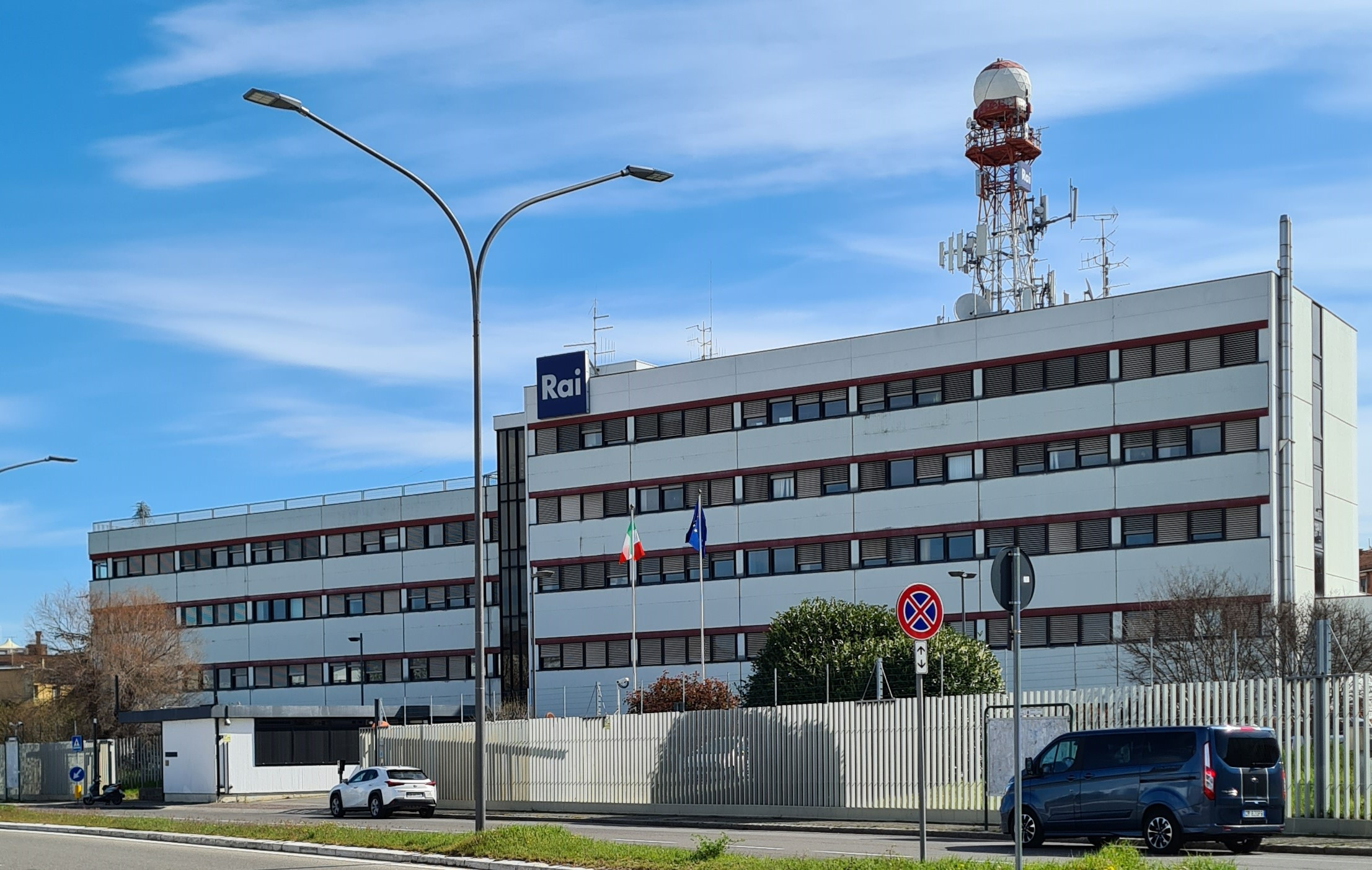
La sede regionale della Rai

L'attività industriale del quartiere si concentra nella zona Roveri, un'area industriale pianificata a partire dagli anni '60; ma già tra l'Ottocento e il Novecento il quartiere sviluppò una forte vocazione industriale, soprattutto nell'area a ridosso dei Viali di Circonvallazione, tra le porte Mascarella e San Donato, e nella zona di Sant'Egidio. Già nel 1846 si stabilì in questa zona l'officina del gas col gasometro. Altre aziende che si insediarono in zona furono gli Stabilimenti Gazzoni, produttrice dell'idrolitina, la Buton e la Curtisa.
Nel quartiere sono presenti il Centro AgroAlimentare di Bologna (CAAB), inaugurato nel 2000, la Fiera di Bologna, lo stabilimento bolognese di Industria Italiana Autobus (già BredaMenarinibus) e la centrale del latte Granarolo. Presso il CAAB venne aperto nel 2017 il parco alimentare FICO Eataly World, poi diventato Grand tour Italia.
Ospita inoltre la sede regionale Rai, prospiciente il quartiere fieristico, e le rotative de il Resto del Carlino, trasferite dal centro alle Roveri nel 1969, in un edificio progettato da Enzo Zacchiroli.

## Infrastrutture e trasporti

### Strade
Il quartiere è servito dalla Tangenziale di Bologna tramite le uscite 8 Fiera, 8 bis Granarolo, 9 San Donato, 10 Roveri, 11 San Vitale e 11 bis Castenaso.

### Ferrovie
Nel quartiere è presente il circuito ferroviario di prova di Bologna San Donato, in passato scalo merci (uno dei più grandi in Europa).
Il quartiere è servito dal servizio ferroviario metropolitano di Bologna con le seguenti stazioni:
- S1B S4B Bologna San Vitale
- S2B Bologna Zanolini, Bologna Libia, Bologna Rimesse, Bologna Santa Rita, Bologna Via Larga, Bologna Roveri

È inoltre presente la stazione di Bologna Fiere.

## Amministrazione
Il quartiere ha sede presso il Centro Zanardi, inaugurato nel 2007 in sostituzione del vecchio centro civico, intitolato anch'esso al sindaco Francesco Zanardi, e situato nel prospiciente giardino pubblico Renato Bentivogli. La sala consiliare è intitolata alla partigiana Vinka Kitarović, capitano nelle Brigate Garibaldi. 
| Presidenti di Quartiere | Presidenti di Quartiere | Presidenti di Quartiere | Presidenti di Quartiere |
| ----------------------- | ----------------------- | ----------------------- | ----------------------- |
| Periodo                 | Presidente              | Lista                   | Note                    |
| 2016 - 2021             | Simone Borsari          | centrosinistra          | [ 24 ]                  |
| 2021 - in carica        | Adriana Locascio        | centrosinistra          | [ 25 ] [ 26 ]           |

## Sport
I principali impianti sportivi sono:
- Virtus Arena, sede degli incontri casalinghi della Virtus Pallacanestro Bologna
- Stadio Baseball Pilastro, sede degli incontri casalinghi degli Athletics Bologna Baseball
- Centro sportivo Record, sede principale delle attività del Centro Universitario Sportivo di Bologna
- Piscina Spiraglio

Nel quartiere inoltre era situato il campo della Cesoia, non più esistente, che ospitò le partite casalinghe del Bologna Football Club dal 1910 al 1913.